# Bryngelslångan
Bryngelslångan är en sjö i Munkedals kommun i Dalsland och ingår i Göta älvs huvudavrinningsområde. Sjöns area är 0,036 kvadratkilometer och den är belägen 140 meter över havet.